# Imperial County

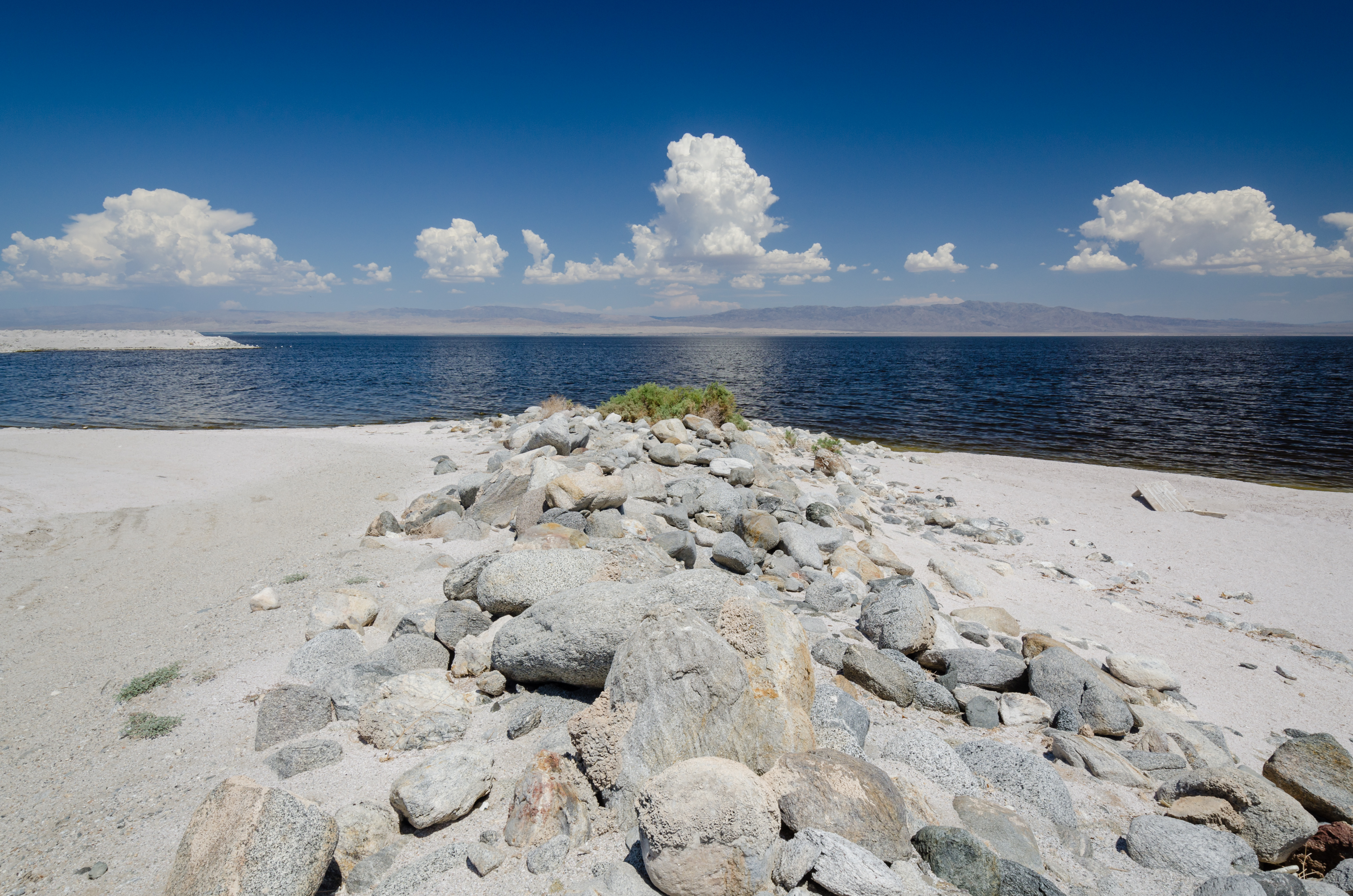
De Salton Sea

Imperial County is een county in het zuiden van Californië, een van de 50 Verenigde Staten. Bij de census van 2010 telde de county 174.528 inwoners en met een landoppervlakte van 10.817 km² bedroeg de bevolkingsdichtheid 16 inwoners per vierkante kilometer. Het werd gevormd in 1907 en bestond uit de helft van San Diego County. De naam is afkomstig van de Imperial Valley en de county seat bevindt zich in El Centro.

## Geografie
De county heeft een totale oppervlakte van ongeveer 11.607 km², waarvan 10.817 km² uit land en 790 km² uit water bestaat. Het bevindt zich in de Coloradowoestijn, een onderdeel van de grotere Sonorawoestijn. De oostgrens wordt gevormd door de rivier de Colorado, waarvan het water gebruikt wordt voor de irrigatie van de landbouwgronden in Imperial County. Twee kenmerkende landschapselementen zijn de Salton Sea, een groot zoutmeer in het noordwesten, en de Algodonesduinen, een grote erg in het zuidoosten.

### Aangrenzende county's
- Riverside County - noorden
- Yuma County in Arizona - oosten
- La Paz County in Arizona - oosten
- San Diego County - westen

De county wordt in het zuiden begrensd door de Mexicaanse staat Neder-Californië.

### Steden en dorpen
- Bombay Beach
- Brawley
- Calexico
- Calipatria
- Desert Shores
- El Centro
- Heber
- Holtville
- Imperial
- Niland
- Ocotillo
- Palo Verde
- Salton City
- Salton Sea Beach
- Seeley
- Westmorland
- Winterhaven